# (33769) 1999 RN112
1999 RN112 (asteroide 33769) é um asteroide da cintura principal. Possui uma excentricidade de 0.06427470 e uma inclinação de 26.54265º.
Este asteroide foi descoberto no dia 9 de setembro de 1999 por LINEAR em Socorro.